# صمد يوردي
صمد يوردي هي قرية في مقاطعة شوط‌، إيران. يقدر عدد سكانها بـ 168 نسمة بحسب إحصاء 2016.